# The Janoskians
 (octobre 2014).
Si vous disposez d'ouvrages ou d'articles de référence ou si vous connaissez des sites web de qualité traitant du thème abordé ici, merci de compléter l'article en donnant les références utiles à sa vérifiabilité et en les liant à la section « Notes et références ».
The Janoskians (« Just Another Name Of Silly Kids In Another Nation ») est un groupe de cinq garçons qui a fait ses débuts sur YouTube. Ils sont originaires de Melbourne, en Australie mais vivent en Californie. Le groupe compte trois frères dont deux sont jumeaux. James quitte le groupe en 2016.
Leurs vidéos consistent principalement à faire des farces, des challenges, des sketchs ou des faux documentaires humoristes. Ils possèdent une ligne de vêtement connue sous le nom de Dirty Pig Clothing. Ils ont fait -trois tournées dans le monde (en 2013 NotABoyBandTour, en 2014 GotCakeTour et en 2015 JahooJahaaTour) et ont présenté un show à guichet fermé en 2015 au Wembley Arena à Londres. Ils ont fait une apparition 28e Kids Choice Awards. Ils ont sorti dix chansons. Leur EP sort le 2 mars 2015.

## Carrière
Ils ont commencé à poster des vidéos sur YouTube en juillet 2011. En 2012, les Janoskians ont signé un contrat avec Sony Music Australia. Devenus ainsi chanteurs, ils ont sorti leur premier single, Set This World on Fire, co-écrit par Beau Brooks, qui fut publié le 8 octobre 2012 sur la chaîne YouTube des Janoskians. Ce single a atteint la dix-neuvième place des Charts australiens, le top 30 en Nouvelle-Zélande et le top 100 en Grande-Bretagne. En 2012, le groupe a produit un show sur internet pour MTV Australia intitulé « The Janoskians : MTV Sessions » qui est resté plus de huit semaines sur le site officiel de MTV Australia. 
Le 25 juin 2013, ils sortent leur deuxième single Best Friend, qui se classe à la trentième place des charts australiens.
Le 13 octobre 2013, le groupe a organisé une rencontre gratuite avec ses fans au Wet Seal store dans le centre de Beverly Hills à Los Angeles. Ils n'attendaient qu'une centaine de fans, mais plus d'un millier sont venus. L'évènement a été annulé et le centre commercial évacué[réf. nécessaire]. Le 22 février 2014, les Janoskians ont planifié une autre rencontre à Time Square, à New York. Environ 20 000 fans sont venus et la police a été obligée de fermer la Septième Avenue pendant plusieurs heures et a emmené le groupe dans le Foxwood Theater en attendant que la foule se calme[réf. nécessaire].
En mai 2014, Lionsgate a annoncé avoir signé un contrat pour une collaboration cinématographique avec le groupe.
Le 12 mai 2014, ils ont sorti la chanson Real Girls Eat Cake. Le 29 juillet 2014 : This Fuckin Song rebaptisée This Freakin song pour éviter des termes explicites, et le 9 septembre 2014 That's What She Said. 
Ils ont collaboré avec le chanteur australien Faydee dans plusieurs clips vidéo tels que "Forget the World" (tous), "Can't Let Go" (Jai Brooks) et "Maria" (James Yammouni).

## Membres
- Beau Peter Brooks, né le 31 juillet 1993, plus communément connu comme le leader du groupe pour leurs chansons, il a plusieurs professions y compris le chant, le mannequinat et la comédie.
- Daniel John Sahyoune (Sahyounie), né le 31 octobre 1994, il est le vocaliste du groupe.
- Luke (Lukas) Anthony Mark Brooks, né le 3 mai 1995, est aussi un chanteur du groupe et a une passion pour la photographie.
- Jai (Jaidon) Domenic Brooks, né le 3 mai 1995, 2 minutes après son frère jumeau Luke, comme ses frères, il est un chanteur dans le groupe.
- James Anthony Yammouni, né le 27 février 1996, il est le rappeur du groupe, connu sous le nom de DJing pendant leurs concerts. Il sort chaque année des megamixes pour le nouvel an et présent "The James Yammouni Show" sur YouNow. Il quitte en 2016 le groupe pour une carrière solo et fait une tournée "the secret tour".

Trois d'entre eux sont frères : Beau est l'aîné, et Luke et Jai sont jumeaux (ils sont d'origine italienne par leur mère), James est le plus jeune du groupe. Daniel et Beau sont les seuls à avoir fini le lycée. Luke, Jai et James ont souhaité se consacrer exclusivement au groupe, mais ont tout de même continué l'école.

## Discographie

### EP
| Titre et détails                                                                                        | Notes |
| --- | --- |
| Would U Love Me - Type: EP - Sortie: 2 mars 2015 - Label: Republic Records (division of UMG Recordings) | N° du Titre Durée 1. "Would U Love Me" 3:00 2. "MoodSwings" 2:59 3. "L.A Girl" 3:28 4. "Real Girl Eat Cake" 2:51 |

#### Single
| Année | Titre                    | Position | Position | Position | Position | Album                        |
| Année | Titre                    | AUS      | NL       | NZ       | UK       | Album                        |
| ----- | ------------------------ | -------- | -------- | -------- | -------- | ---------------------------- |
| 2012  | "Set This World on Fire" | 19       | —        | 23       | 91       | Singles sans album           |
| 2013  | "Best Friends"           | 30       | 83       | 35       | 58       | Singles sans album           |
| 2014  | "Real Girls Eat Cake"    | 63       | —        | —        | 37       | Singles sans album           |
| 2014  | "This Freakin Song"      | —        | —        | —        | —        | Singles sans album           |
| 2014  | "That's What She Said"   | —        | —        | —        | —        | Singles sans album           |
| 2015  | "LA Girl"                | —        | —        | —        | —        | "Would U Love Me"            |
| 2015  | "MoodSwings"             | —        | —        | —        | —        | "Would U Love Me"            |
| 2015  | "Would U Love Me"        | —        | —        | —        | —        | "Would U Love Me"            |
| 2015  | "Friend Zone"            | —        | —        | —        | —        | "Would U Love Me"            |
| 2015  | "Rock Opera"             | —        | —        | —        | —        | Single écrit pour "Janofest" |
| 2015  | "Teenage Desperate"      | —        | —        | —        | —        | Single                       |
| 2015  | "All I Want 4 Christmas" | —        | —        | —        | —        | Single                       |
| 2016  | "Love What You Have"     | —        | —        | —        | —        | Single                       |